# Hybanthus prunifolius
Hybanthus prunifolius là một loài thực vật có hoa trong họ Hoa tím. Loài này được (Humb. & Bonpl. ex Schult.) Schulze-Menz mô tả khoa học đầu tiên năm 1934.